# Magi Cèler Vel·leià
Magi Cèler Vel·leià (en llatí Magius Celer Velleianus) va ser un militar romà del segle i. Era germà de l'historiador Gai Vel·lei Patercle, i probablement havia estat adoptat per un Magi Celer.
Serví com a llegat de Tiberi a la guerra de Dalmàcia l'any 9 i va compartir els honors del triomf del seu comandant. A la mort d'August l'any 14 era, junt amb el seu germà, candidat del cèsar al càrrec de pretor.